# اداکامانارهالی، بنگالور رولار
اداکامانارهالی، بنگالور رولار (به انگلیسی: Adakamaranahalli, Bangalore Rural) یک روستا در هند است که در کارناتاکا واقع شده‌است.